# きやまコミュニティバス

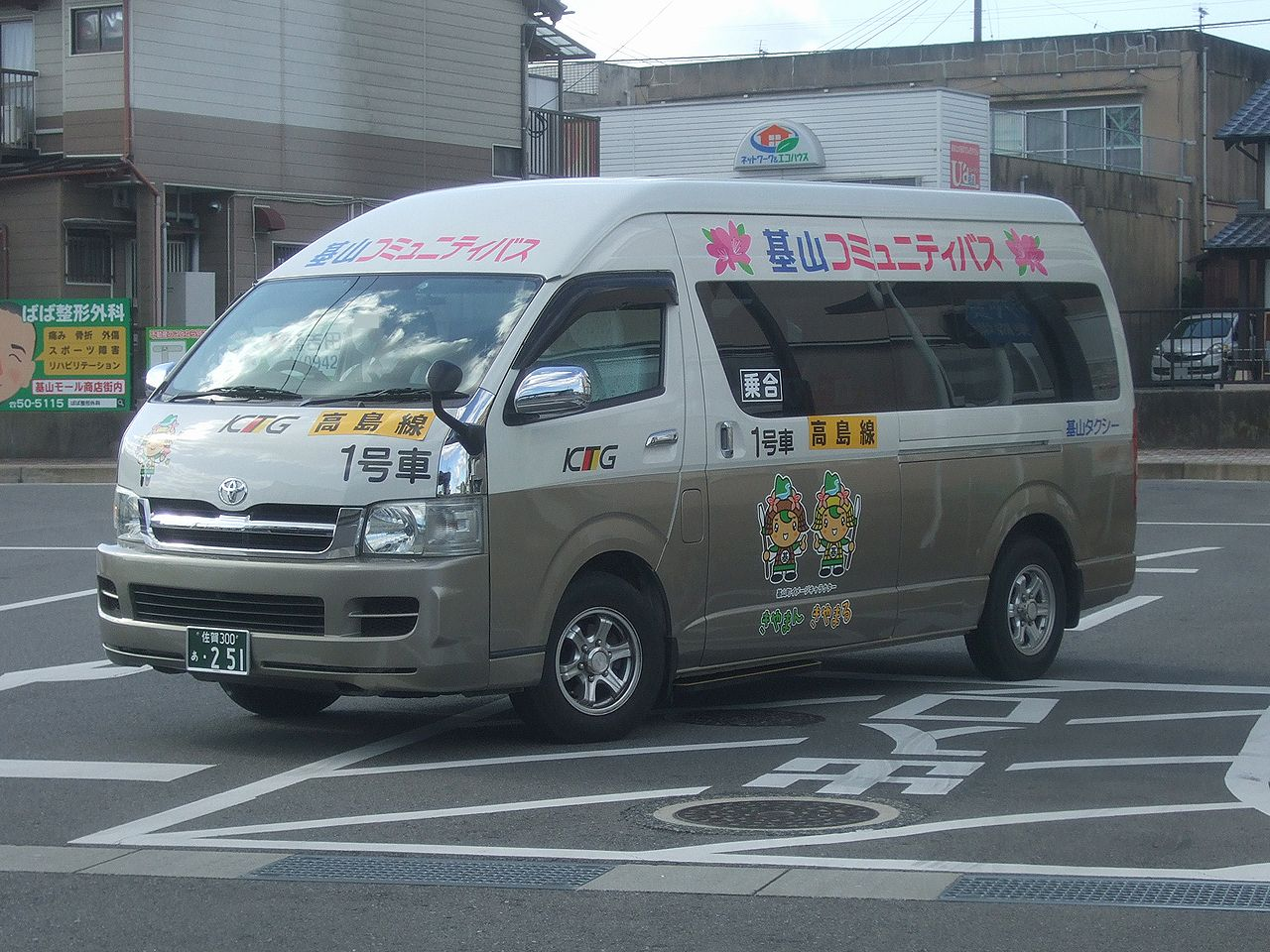
きやまコミュニティバス
基山タクシーの車両

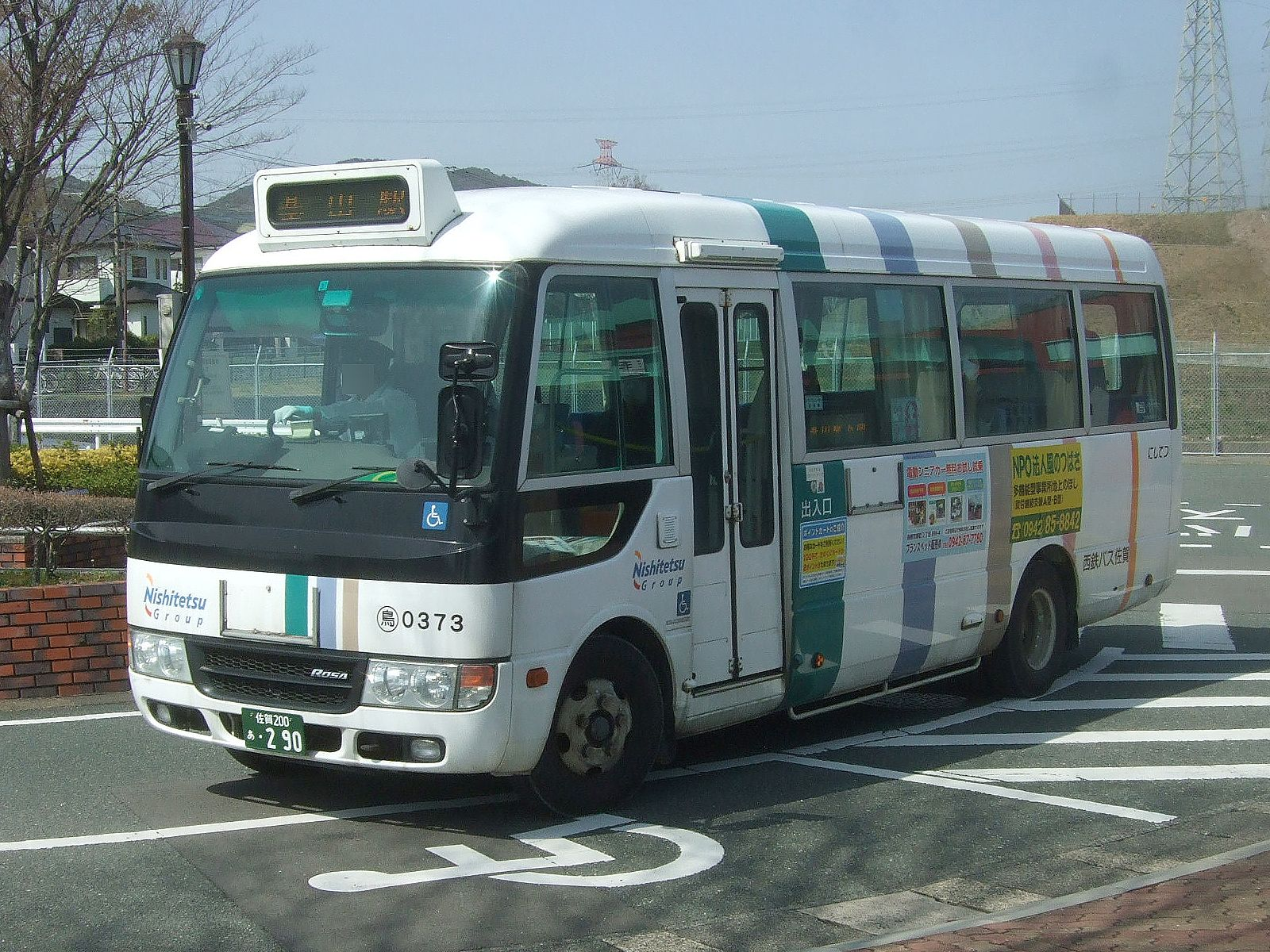
西鉄バス佐賀が使用していた専用車両

きやまコミュニティバスは、佐賀県三養基郡基山町が運行するコミュニティバスである。町が従来運行していた運賃無料の基山町循環バス（きやまちょうじゅんかんバス）に代えて、2014年（平成26年）度より運行開始した。
基山駅を起終点とし、基山町内各地で運行するコミュニティバス形態の公共交通である。所管は町定住促進課。有限会社基山タクシーに運行を委託している。かつては西鉄バス佐賀も運行を受託していた。

## 沿革
- 2014年（平成26年）4月1日 - 試験運行開始（運賃無料）[1]。
- 2014年（平成26年）7月1日 - 本格運行開始（運賃有料化）[2]
- 2015年（平成27年）4月1日 - ダイヤ改正。2号車の経路変更、停留所新設[3]。
- 2016年（平成28年）3月1日 - ダイヤ改正。
  - やよいがおか鹿毛病院に乗り入れ開始（試験運行）[4]。
  - 基山町立図書館移転に伴う停留所名変更（基山小学校→基山町図書館、基山町図書館→基山保育園）。新しい基山町図書館バス停には中心部巡回線全便が停車となる[5]。
- 2016年（平成28年）4月1日 - ダイヤ改正。きやまんふれあいセンター構内に乗り入れ開始[5]。
- 2016年（平成28年）10月1日 - ダイヤ改正。やよいがおか鹿毛病院乗り入れを本格運行に移行[6]。
- 2021年（令和3年）10月1日 - ダイヤ改正[7]。
  - 基山町総合公園内に乗り入れ開始。
  - 西鉄バス佐賀が撤退し、1号車・2号車ともに基山タクシーによる運行となる。

## 運賃・乗車券類
- 1号車・2号車とも町内のみ利用する場合は100円均一（小学生50円）で、基山町外のやよいがおか鹿毛病院（鳥栖市）で乗車または降車する場合は150円（小学生80円）。小学生未満、障害者（身体障害者手帳・精神障害者保健福祉手帳・療育手帳・戦傷病者手帳所持者）、運転免許返納者は全区間無料。
- 11枚綴り1,000円の回数券「きやまんきっぷ」と、75歳以上の基山町内在住者のみに発売する14枚つづり1,000円の回数券「げんきっぷ」がある。
- 1号車と2号車を60分以内に乗り換える場合、乗り継いだ後のバスが無料で利用できる乗り継ぎ割引制度がある。

## 路線
各路線とも基山駅を起終点とする循環路線で、1便ごとに複数の路線を連続して運行したあと基山駅で休憩し、次の便を運行するダイヤとなっている。
1号車はけやき台線・高島線・中心部巡回線の3路線を担当し、2号車は園部線・宮浦線・長野線・本桜線・中心部巡回線の5路線を担当する。1号車・2号車ともに、日祝日と12月29日-1月3日は全便運休する。

### 1号車
けやき台線・高島線・中心部巡回線を通し運行する。けやき台線は鹿児島本線けやき台駅西側の住宅地を、高島線は基山駅南側の鹿児島本線沿線の住宅地を通る。中心部巡回線は基山駅西側の役場・小中学校・保育所・公共施設などがある中心部を通る。
1日10本の運行。月曜日から土曜日まで同一時刻で運行する。1便（始発便）はけやき台線→高島線の順で、2便から5便（午前中から正午過ぎ）まではけやき台線→高島線→中心部巡回線の順で、6便から10便（午後）までは中心部巡回線→高島線→けやき台線の順で運行する。10本中4本がやよいがおか鹿毛病院を経由する。
けやき台線
基山駅 → 基山駅前通り → 第3区公民館 → ニュータウン東 → けやき台入口 → けやき台2丁目公民館 → けやき台給水塔入口 → けやき台4丁目公民館 → 高速パーク&ライド → けやき台3丁目公民館 → けやき台駅 → けやき台1丁目公民館 → けやき台入口 → ニュータウン東 → 第3区公民館 → 基山駅前通り → 基山駅
高島線
基山駅 → 基山駅前通り → 秋光交差点 → 高島団地東 → 【高島団地南 → やよいがおか鹿毛病院】 → 高島団地南 → 第11区公民館 → 向田公園 → 秋光交差点 → 基山駅前通り → 基山駅
※【 】内はやよいがおか鹿毛病院経由のみ運行
中心部巡回線
基山駅 → 基山駅前通り → 基山保育園 → 向平原（眼科前） → 基山町役場 → 老人憩の家 → きやまんふれあいセンター → 脇田交差点 → 基山町図書館 → 第9区公民館 → 基山駅前通り → 基山駅
※1便は中心部巡回線を運行しないため1日9本の運行

### 2号車
2号車は園部線・宮浦線・長野線・本桜線・中心部巡回線の5路線を担当する。早朝に園部線の区間便（0便）が運行され、そのあと各路線4本（1便から4便まで）が運行される。路線の運行順序が便により異なる。1便の運行時間は概ね約2時間で、約1時間運行した後一度基山駅で休憩し、他路線を約1時間運行して基山駅で運行終了し、次の便を運行する。運行区間の一部ではフリー乗降制となっている。
ルートを以下に示すが、いずれも1,2便（午前中から正午過ぎ）は下記の順で運行し、3,4便（午後）は下記と逆順で運行する。
園部線
基山駅 - 基山駅前通り - 秋光交差点 - 高島団地東 - 高島団地南 - 金丸 - 三ヶ敷 - 宝満宮 - 皮籠石 - 小原 - 基山浄水場 - 小松 - 基山浄水場 - 小原 - 浦田 - 園部団地東 - きやまんふれあいセンター - 脇田交差点 - 中央公園 - 基山駅前通り - 基山駅
（0便）小松 → 基山浄水場 → 小原 → 浦田 → 園部団地東 → 基山町図書館 → 基山駅前通り → 基山駅
宮浦線
基山駅 - 基山駅前通り - 第3区公民館 - 基山町役場 - 第4区公民館 - 荒穂神社 - 丸林 - 第6区公民館 - 城戸 - 基山総合公園 - 吉原 - ニュータウン北 - 第12区公民館 - 基山郵便局 - モール商店街 - 基山駅前通り - 基山駅
長野線
基山駅 - 基山駅前通り - 秋光交差点 - 高島団地東 - 長ノ原 - 第7区公民館 - 野口（お宮） - 甘木鉄道立野駅 - 第5区公民館 - 基山駅前通り - 基山駅
本桜線
基山駅 - 基山駅前通り - モール商店街 - 基山郵便局 - 神の浦 - 第13区公民館 - きやま台 - 割田団地 - 基山駅前通り - 基山駅
中心部巡回線
基山駅 - 基山駅前通り - 第9区公民館 - 基山町図書館 - 脇田交差点 - きやまんふれあいセンター - 老人憩の家 - 基山町役場 - 向平原（眼科前） - 基山保育園 - 基山駅前通り - 基山駅
※3便は1便につき一度、1,2,4便は1便につき二度運行するため実質7本の運行

## 車両
現在は1号車・2号車ともに基山タクシーのトヨタ・ハイエースによる乗合タクシーとなっており、車両に号車番号を表示している。
かつて西鉄バス佐賀が運行していた1号車は、鳥栖支社所属の西鉄一般路線カラーの三菱ふそう・ローザが専用車両として使用されていた。